# 山本正人 (ラグビー選手)
山本 正人（やまもと まさひと、1978年5月29日 - ）は、日本の元ラグビー選手。トヨタ自動車ヴェルブリッツに所属した。

## プロフィール
- 愛知県名古屋市出身。
- ポジションはプロップ(PR)。
- 日本代表キャップは26。
- ニックネームはミャー。

## 来歴
幼少時代は相撲に打ち込み、わんぱく相撲で愛知県王者になり、全国大会に出場した経歴もある。小4からは野球に転向。
栄徳高校1年でラグビーを始め、国体にも出場。卒業後、トヨタ自動車に入社。2000年にはニュージーランドに留学し、左右両方をこなせるプロップとしてチームの主力となっている。
2002年には日本代表スコッド入りし、5月19日のロシア戦で初キャップを得る。
2003年にはW杯代表に選ばれたが、長谷川慎の控えとしてフィジー戦と米国戦の2試合に出場したのみであった。
トヨタでは活躍を続け、2004年のトップリーグ昇格、2005年の日本選手権準優勝に貢献。
一方でジャパンでもキャップを重ね、2007年W杯の最終メンバーに選ばれた。
2010年に現役を引退した。

## エピソード
- 琴光喜とはお互いの父親がトヨタ相撲部のチームメイトであり、本人同士もわんぱく相撲時代の稽古仲間でもあった。琴光喜が所属する佐渡ヶ嶽部屋にチームで出稽古に行った際、他のメンバーは若手の力士が相手だったのに対して山本は琴光喜とぶつかった。